# Gấu nâu Ungava
Gấu nâu Ungava, hay còn gọi với tên khác gấu xám Labrador, là một quần thể gấu nâu đã tuyệt chủng sống ở các khu rừng phía bắc Quebec và Labrador cho đến đầu thế kỷ 20. Các báo cáo về sự tồn tại của loài gấu này rất đáng nghi ngờ, cho đến khi một hộp sọ được khai quật bởi nhà nhân chủng học Steven Cox vào năm 1975.

## Phân bố
Gấu nâu Ungava ban đầu có phân bố ở phía bắc của Bán đảo Labrador được gọi là Bán đảo Ungava ở các tỉnh Quebec và Labrador của Canada. Môi trường sống của nó tương tự như những con gấu xám khác, bao gồm cả rừng phương bắc và lãnh nguyên.

## Khai quật Okak
Vào mùa hè năm 1975, nhà nhân chủng học Harvard Steven Cox đã phát hiện ra một hộp sọ gấu nhỏ trong khi khai quật người Inuit trên đảo Okak ở Labrador. Mẫu vật bao gồm một họp sọ gần như hoàn chỉnh cũng như một số răng hàm. Hộp sọ là tài sản của Tỉnh Newfoundland và hiện đang được lưu giữ tại Bảo tàng Newfoundland. Bằng cách nghiên cứu mặc trên răng hàm, Cox xác định rằng hộp sọ thuộc về một con gấu xám Bắc Mỹ trưởng thành nhưng có kích thước nhỏ bé. Việc phát hiện thêm xương gấu trong khu vực là không thể do tập quán của Innu tiêu thụ, sử dụng hoặc xử lý mọi bộ phận của động vật bị săn bắn.

## Tuyệt chủng
Người ta không biết chính xác con gấu nâu Ungava đã chết khi nào, nhưng các báo cáo về việc nhìn thấy chúng giảm dần trong thế kỷ 19 và dân số có thể bị tuyệt chủng trong thập kỷ đầu tiên của thế kỷ 20 do những người bẫy gấu lấy lông.